# Слава (кинотеатр, Москва)
Культурно-развлекательный центр «Слава» — московский кинотеатр, достопримечательность Москвы и района Перово, находящийся на Шоссе Энтузиастов, 58. Разработан советскими архитекторами — Иваном Жолтовским, Николаем Сукояном, В. Воскресенским. Строительство кинотеатра велось четыре года, с 1954 по 1958 годы. Был подожжён дважды. В 1994 году он ещё был без повреждений. В середине 90-х был первый поджог, который вывел кинотеатр из строя. На тот момент в здании было казино. Последний раз был подожжён неизвестными 3 февраля 2007 года. С тех пор кинотеатр закрыт. С 2021 года ведутся активные реставрационные работы.

## История
Строительство кинотеатра «Слава» началось в Москве в 1954 году. Чертежи будущего кинотеатра придумывали советские архитекторы — Иван Жолтовский, Николай Сукоян, В. Воскресенский и другие (по тому же проекту в Москве построены ещё два кинотеатра — «Буревестник» и «Победа»). Кинотеатр открылся 10 ноября 1955 года.
В 2006 году кинотеатр «Слава» был закрыт и передан арендаторам. Кинотеатр был сдан в аренду на 49 лет. Начальная цена покупки кинотеатра была 2,891 млн рублей. В кинотеатре было 2 зрительных зала по 440 мест.
В 2006 году кинотеатр «Слава» был захвачен вооружёнными людьми. Причиной стал рейдерский захват, который спровоцировали столичные власти против арендаторов помещения кинотеатра «Слава». Кинотеатр также имел залы с рестораном, бильярдом, кафе и суши-баром.
В 2007 году неизвестные подожгли кинотеатр и скрылись — кинотеатр был сожжён дотла.

### Пожар 3 февраля 2007 года

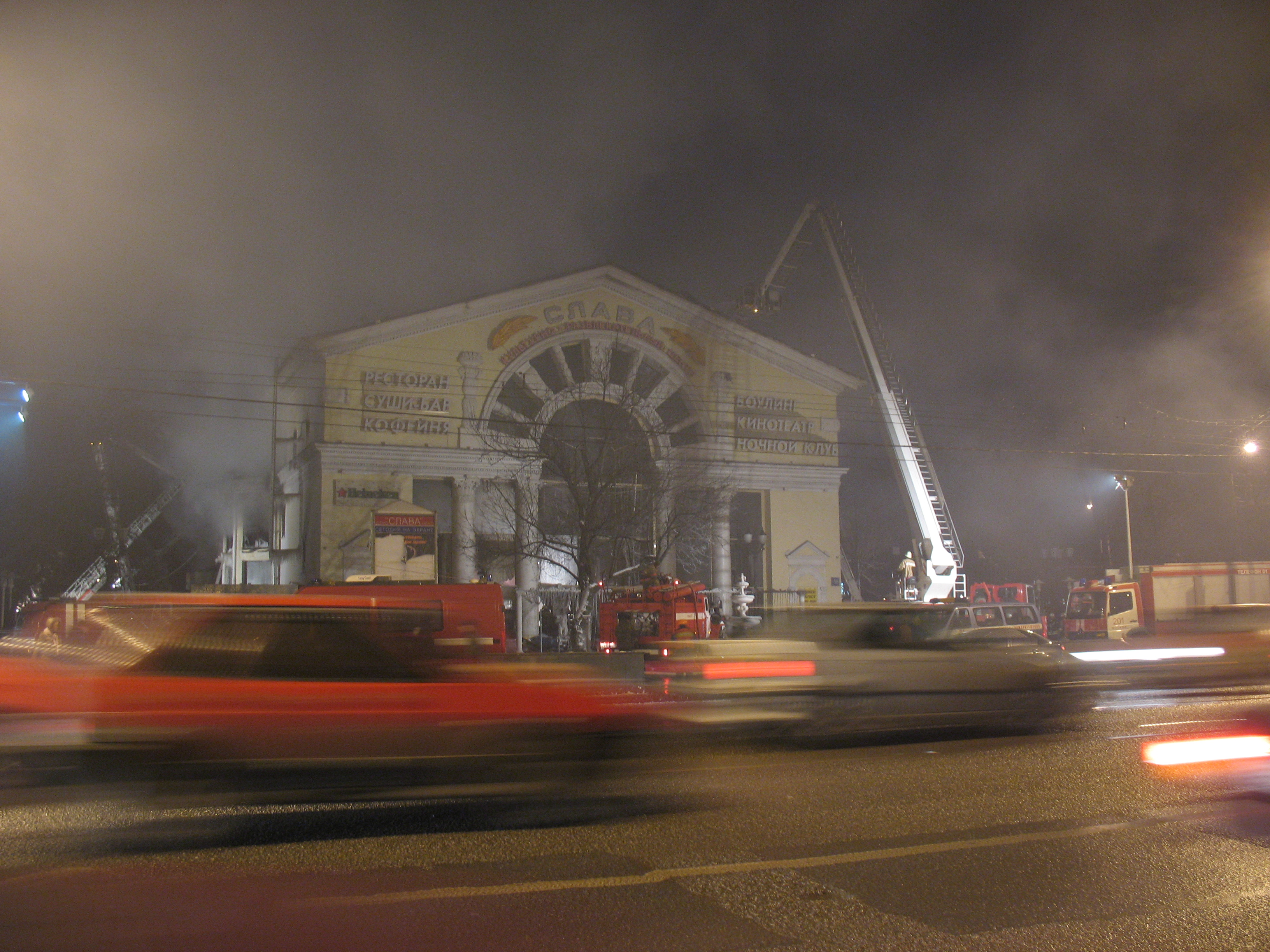
Кинотеатр Слава догорает вечером 3 февраля 2007

3 февраля 2007 года около 12:00 дня в кинотеатре «Слава» произошёл пожар. Обстоятельства были неизвестны. На место немедленно прибыли скорая помощь, пожарная служба и милиция. Пожар пытались потушить около 40 бригад пожарных. В процессе тушения пострадало двое пожарных. Вечером того же дня, в 16:05, пожар был полностью потушен. Также некоторые источники утверждают, что кинотеатр горел и до 2007 года.

## Внешнее описание кинотеатра
Центральная часть фасада кинотеатра «Слава» больше всего напоминает главный фасад здания Скакового общества, находящегося в Москве на Беговой улице, выстроенного в 1903—1905 годах. Четыре попарно соединенные колонны кинотеатра несут в себе треугольный фронтон с вырезанной аркой, подчеркнутой сквозным рельефом. Кинотеатр также имел 3 этажа. Кинотеатр имел 2 зрительных зала по 440 мест. В сумме оба зала вмещали 880 человек.

## Реконструкция кинотеатра
В 2008 году планировалась реконструкция кинотеатра «Слава» в его историческом облике.
В 2009 году распоряжением Правительства Москвы здание передано в оперативное управление Мосгорнаследию. Реконструкция должна была вестись вплоть до 2013 года.
В 2013 году компания «Мир Инвест» стала победителем тендера на аренду здания сроком на 49 лет по программе «Рубль за метр», однако контракт был расторгнут ввиду невыполнения обязательств по реставрации. На фасадах видны следы начавшихся работ.
В августе 2015 года появились сообщения, что московские власти рассматривают вопрос о продаже здания с публичных торгов с правом обратного выкупа в случае очередного невыполнения обязательств. Однако здание продолжительное время пустовало и разрушалось, новый этап работ не был начат.
Осенью 2017 года кинотеатр был выставлен на торги. Планировалось, что после проведения восстановительных работ «Слава» станет культурно-досуговым центром с кинозалом, торговыми площадками и кафе. Исторический облик здания было решено сохранить.
21 ноября 2017 года кинотеатр был продан на торгах за 32,3 млн рублей компании-инвестору ООО «Камелия». По условиям сделки, инвестор должен восстановить здание и приспособить его под культурно-досуговый центр с сохранением, в том числе, функции кинопоказа.
4 декабря 2017 года, глава муниципального округа района Перово Андрей Тюрин, глава управы Дмитрий Плахих и депутат Московской городской думы Александр Сметанов встретились с инвестором, с которым политики обсудили ближайшую дату восстановления кинотеатра.
В 2019 году в здании прошли противоаварийные работы. С 2021 года ведутся реставрационные работы. После реставрации планируется открыть культурно-досуговый центр.